# 1992年1月4日日食
1992年1月4日日食是一次日環食，發生於1992年1月4日（東半球為1月5日）。新月當天（即朔日），地球上觀測到月球和太阳的角距離極小，此時月球如果恰好在月球交點附近，穿過太阳和地球之間，與地球、太阳接近一直線，則會出現日食。月球穿過太阳和地球之間，但距地球較遠，本影未能接觸地表，而使偽本影覆蓋的區域內看到月球的角直徑小於太陽，就形成日環食，同時在偽本影兩側數千公里的半影範圍內形成日偏食。此次日環食經過了密克罗尼西亚联邦、諾魯、基里巴斯、美国本土外小岛屿、美国，日偏食則覆蓋了太平洋中北部及其東西兩岸部分地區。此次日環食是1973年12月24日以來最長的日環食，這一紀錄直到3062年1月2日才會打破。

## 日食概況

### 出現區域
太平洋西北部、雅浦島西北約240公里處的海域在1月5日日出時最先看到日全食，隨後月球偽本影向東偏南方向移動，經過了密克罗尼西亚联邦、諾魯、基里巴斯吉爾伯特群島的部分島嶼，跨過國際日期變更線，並逐漸轉向東北方向移動。偽本影覆蓋了美国本土外小岛屿貝克島後在貝克島以東約760公里的洋面達到最大食分，此後又經過了莱恩群岛的部分島嶼（分屬美国本土外小岛屿和基里巴斯），跨過太平洋東北部，在1月4日日落時分結束於美国加利福尼亚州西南角。
此次環食帶覆蓋範圍內絕大部分都是海洋。除部分島嶼外，本次環食帶內的陸地僅有偽本影即將離開地表時在美国加利福尼亚州劃過的不足70公里。偽本影經過的陸地包括：
- 密克羅尼西亞聯邦：雅浦州的雅浦群島、烏利西環礁、法斯島、法勞萊普環礁、沃萊艾環礁、伊法利克環礁、奧利馬勞環礁、埃拉托環礁、拉莫特雷克環礁、西法尤環礁、薩塔瓦爾環礁，楚克州的普拉普環礁、豪克島、楚克群島南部、庫奧普環礁、洛薩普環礁、莫特洛克群島，波納佩州的努庫奧羅環礁；
- 瑙鲁全島；
- 基里巴斯：吉爾伯特群島的巴納巴島、庫里亞環礁、阿拉努卡環礁、阿貝馬馬環礁、諾諾烏蒂環礁、塔比特韋亞島、奧諾托阿環礁、貝魯島、尼庫瑙島、塔馬納島、阿羅賴島，莱恩群岛的泰拉伊納島；
- 美國本土外小島嶼：貝克島、帕邁拉環礁、金曼礁；
- 美国：加利福尼亚州聖巴巴拉縣聖克魯斯島東南極小一角、文图拉县大陸部分南部及安那卡帕島和聖尼古拉斯島、洛杉矶县大陸部分西南部及聖克利門蒂島和聖卡塔利娜島，其中美国第二大城市洛杉矶市區西南部及其西郊能看到日環食。[3][4]

除了上述狹窄的環食帶內能看到日環食之外，月球半影覆蓋範圍內都能看到日偏食，包括马来群岛東半部、韩国東南部、日本、澳大利亚東北部、密克罗尼西亚岛群、美拉尼西亚島群、玻里尼西亞島群西北半部、美国阿拉斯加州南半部、加拿大西南部、美国本土西部、墨西哥中西部。其中國際日期變更線兩側大約各有一半，該線以東的部分在1月4日看到日食，以西部分在1月5日看到日食。

此次日環食過程中月影在地表移動的動畫

### 基本參數
由於地球位於近日點附近，月球位於远地点附近，本次日環食的環食帶較寬，持續時間長，食分小（日月視直徑差異大，表現為太阳被遮掩後看到的「環」較粗）。在環食帶的中心點（與持續時間最大的地點稍有些距離），偽本影在地面覆蓋了340.5公里，日環食持續了11分40.9秒。儘管在一個沙羅周期之前的1973年12月24日發生過持續更長的日環食，但在此之後直到3062年1月2日才有日環食的持續時間超過本次。
- 類型：日環食
- 食甚中心處（位於貝克島以東約760公里的太平洋）資料：
  - 時間：1992年1月4日23:04:38.7
  - 地點：0°59.7′N 169°41.5′W / 0.9950°N 169.6917°W
  - 食分：0.9179（環食帶內最大）
  - 日環食持續時間：11分40.9秒

## 相關的日食

### 1990-1992年的日食
月球交替位於相對的月球交點時，以半個交點年（食年），即約177天又4小時間隔出現下列日食。
| 升交點   | 升交點                    |          | 降交點             | 降交點 |
| 沙羅週期 | 地圖                      | 沙羅週期 | 地圖               |        |
| 121      | 1990年1月26日 環食        | 126      | 1990年7月22日 全食 |        |
| 131      | 1991年1月15日 環食        | 136      | 1991年7月11日 全食 |        |
| 141      | 1992年1月4日 環食         | 146      | 1992年6月30日 全食 |        |
| 151      | 1992年12月24日 偏食（北） |          |                    |        |

### 沙羅周期
沙羅周期長度為18年11天。本次日食屬於沙羅週期141，共包含70次日食，依次為1613年5月19日至1721年7月24日的7次日偏食、1739年8月4日至2460年10月14日的41次日環食、2478年10月26日至2857年6月13日的22次日偏食，總共歷時1244.08年。本周期並無日全食。
下表列舉了1901年至2100年間發生的屬於該周期的日食，是第17至28次：
| 17             | 18             | 19            |
| -------------- | -------------- | ------------- |
| 1901年11月11日 | 1919年11月22日 | 1937年12月2日 |
| 20             | 21             | 22            |
| 1955年12月14日 | 1973年12月24日 | 1992年1月4日  |
| 23             | 24             | 25            |
| 2010年1月15日  | 2028年1月26日  | 2046年2月5日  |
| 26             | 27             | 28            |
| 2064年2月17日  | 2082年2月27日  | 2100年3月10日 |

## 資料來源
1. ↑  樊忠玉. . 中国天文科普网.   [2016-01-29]. （原始内容存档于2014-09-17）.
2. 1 2 3  Fred Espenak. . NASA Eclipse Web Site.   [2016-01-29]. （原始内容存档于2020-10-23）.（英文）
3. ↑  Fred Espenak. . NASA Eclipse Web Site.   [2016-01-29]. （原始内容存档于2020-10-23）.（英文）
4. ↑  Xavier M. Jubier. .   [2016-01-29]. （原始内容存档于2019-06-04）.（法文）（英文）
5. ↑  Fred Espenak. . NASA Eclipse Web Site.   [2016-01-29]. （原始内容存档于2008-08-29）.（英文）
6. ↑  . NASA Eclipse Web Site.   [2016-01-29]. （原始内容存档于2019-06-10）.（英文）
7. ↑  Fred Espenak. . NASA Eclipse Web Site.（英文）

## 外部連結
- NASA日食專頁（页面存档备份，存于）（英文）
- 可見區域圖和時間統計：由弗雷德·埃斯佩纳克做出的日食預報，NASA/GSFC
  - Google互動地圖呈現的日食範圍
  - 貝塞爾元素
- Google地圖顯示的日環食和日偏食範圍（页面存档备份，存于）（法文）（英文）
- 日環食：浴火之環，2002年6月10日每日一天文圖，2009年1月25日再次入選每日一天文圖

| \| \| 日食 \|                             |                             |                                           |
| 上一次日食： 1991年7月11日日食 （日全食） | 1992年1月4日日食 （日環食） | 下一次日食： 1992年6月30日日食 （日全食） |
| 上一次日環食： 1991年1月15日日食          | 1992年1月4日日食 （日環食） | 下一次日環食： 1994年5月10日日食          |
|                                           | 日食                        |                                           |